# Христманн, Вильгельм Лудвиг
Вильгельм Лудвиг Христманн (нем. Wilhelm Ludwig Christmann; 6 июля 1780, Вюртемберг — 24 сентября 1835, Штутгарт) — германский математик и пастор. Свои труды по математике писал на латыни.
Родился в семье профессора богословия, после смерти которого его вдова с двумя детьми переехала в Тюбинген. Христманн получил образование в местном университете, где первоначально изучал философию и богословие, но вскоре сильно увлёкся математикой и уже в 1799 году получил степень магистра математики. После завершения получения богословского образования и сдачи экзамена он был назначен проповедником в Песталоцци, в 1816 году был проповедником в Грубингене, спустя три года — проповедником и пастором в Хеймердингене. За этот период жизни он написал несколько математических работ и желал получить, пусть даже неоплачиваемое, место профессора математики в Тюбингене, но получил отказ. Это событие пошатнуло его душевное здоровье, и в 1826 году он оставил свой пасторат и удалился в Штутгарт, где провёл последние годы жизни в бедности и одиночестве, сторонясь людей.
Научно-литературная деятельность Христманна была посвящена исключительно математике. Главные работы: «De centro oscillationis per Hugenii regulam analytice investigando tentamen» (Тюбинген, 1799; магистерская диссертация); «Ars cossae promota» (Франкфурт, 1814); «Philosophia cossica sive praeparationes ad resolutionem sursolidae» (Штутгарт, 1815); «Cardanus Suevus sive de functionibus cossae resolventibus tractatio» (там же, 1815); «Aetas argentea cossae» (Тюбинген, 1819); «Appollonius Suevus, sive tactionum problema nunc demum restitutum» (там же, 1821); «Pythagoras Suevus sive de theoremata Pythagorici ordine altiori» (Штутгарт, 1824); «Cabbala algebraica sive sursolidae aequationis (4-i gradi) et altiorum resolutio algebraica» (там же, 1827).